# Ivan de Warenne, 7. grof Surreya
Ivan de Warenne (eng. John de Warenne; 30. lipnja 1286. – 29.? lipnja 1347.) bio je sedmi grof Surreya, a njegova je žena Ivana bila unuka Edvarda I., kralja Engleske.
Ivanovi roditelji su bili Vilim de Warenne, sin grofa Ivana de Warennea i Ivana, kći grofa Roberta de Verea.
Ivan je naslijedio na mjestu grofa svog djeda po ocu kad je imao 19 godina, 1305. god. Sljedeće je godine, 25. svibnja, oženio Ivanu od Bara, čija je majka bila kći Edvarda I. Engleskog.
Mnogi su plemići bili nezadovoljni položajem Piersa Gavestona, koji je bio miljenik kralja Edvarda II. Ivanova je žena bila nećakinja tog kralja, ali je Ivan također bio nezadovoljan Gavestonom. Sam Ivan za svoju ženu ni nije mnogo mario te je pokušao poništiti svoj brak.
Kad je Edvardova žena Izabela Francuska postala de facto vladarica Engleske, Ivan je isprva i dalje bio odan njezinom mužu. Ipak, na kraju je prešao na kraljičinu stranu, možda iz straha.
Škotski kraljević Edvard Balliol učinio je Ivana grofom Stratherna, ali je to bila samo titula. Edvard je bio sin Izabele de Warenne, koja je bila Ivanova teta.
Moguće je da Ivan i Ivana nisu ni konzumirali brak, ali je Ivanu bilo onemogućeno poništiti ga. Tvrdio je da je spavao s Marijom, Ivaninom tetom, ali čak ni to nije pomoglo. Zna se da su njegove prave ljubavnice bile Matilda de Nerford i Izabela de Holand, sestra Tome Hollanda.
Djeca Matilde i Ivana:
- Ivan Warenne[5]
- Toma Warenne
- Edvard Warenne
- Ivana Warenne
- Katarina Warenne (žena Roberta Heveninghama)
- Izabela Warenne (redovnica)

Ivanova je sestra Alisa bila supruga Edmunda FitzAlana.
Izabeli je Ivan ostavio nekoliko zlatnih prstenova. Na mjestu grofa Surreya ga je naslijedio Rikard FitzAlan, 10. grof Arundela.